# Urthos und Buttudos

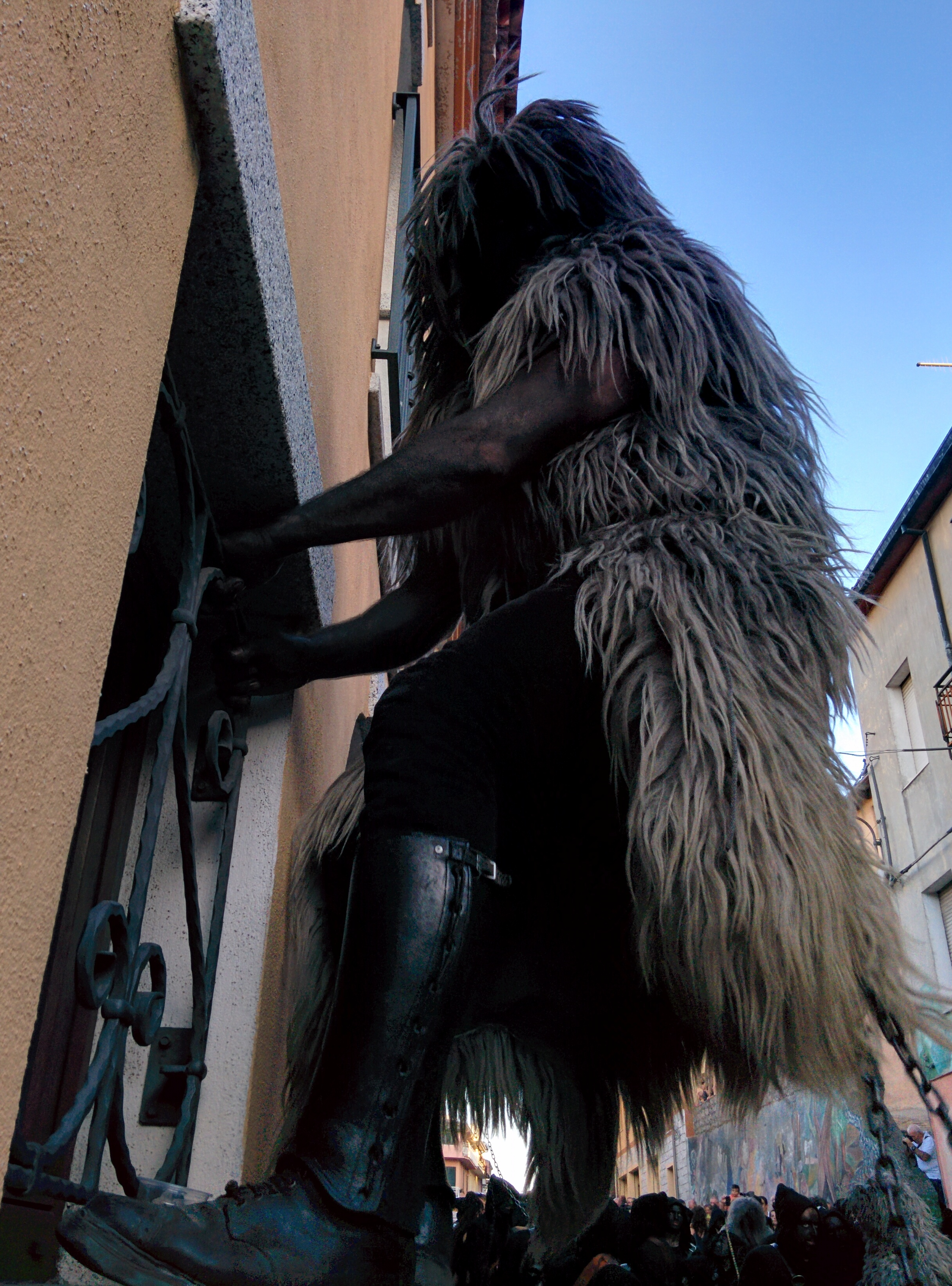
Ein Urthos

Urthos und Buttudos sind Karnevalsfiguren, die in der sardinischen Gemeinde Fonni und in der Region Barbagia in der Provinz Nuoro eine Rolle in der lokalen Tradition des Carrasegare spielen.
Die Figuren des S’Urthu und des Su Buttudu sind so wie auch andere Fasnachtsmotive in der lokalen Karnevalstradition seit dem 19. Jahrhundert bezeugt. Sie erscheinen jeweils am Tag des Heiligen Antonius Mitte Januar in der Öffentlichkeit. In der Volkskunde Sardiniens wird Urthos, eine in Fell gekleidete Erscheinung, mit dem antiken Gott des Todes und der Unterwelt Orcus und mit einem dieser Gottheit geweihten Opferkult in Verbindung gebracht. Die Buttudos sind hässlich gekleidete Figuren, deren Aufgabe es ist, Urthos in Schach zu halten und mit Ketten und Seilen zu zähmen.
Die 1994 gegründete Karnevalsgesellschaft Associazione culturale Urthos e Buttùdos setzt sich für das Weiterleben der Tradition ein.